# Kulturpsychologie
Kulturpsychologie bezeichnet ein interdisziplinäres Wissenschaftsgebiet, das die Sinn- und Bedeutungskonstruktionen des Menschen in seinem spezifischen kulturellen Umfeld ebenso wie das damit verbundene Erleben und Handeln zum Gegenstand hat.

## Definition
Jerome Bruner beschreibt eine Psychologie, die Sinn und Bedeutung in ihrem Mittelpunkt stellt, als eine interpretative Kultur-Psychologie. Dabei stützen sich die verschiedenen Ansätze in der Kulturpsychologie Billmann-Mahecha zufolge auf einen Kulturbegriff, der als Zeichen-, Wissens-, Regel- und Symbolsystem charakterisiert werden kann. Dieses strukturiert zum einen als kulturspezifisches Fundament den Erlebnis- und Handlungsraum von Menschen und zum anderen wird im Vollzug der Handlungs- und Lebenspraxis (re)konstruiert und verändert. Kultur und Psyche bedingen sich wechselseitig. Eine Person ohne Berücksichtigung des kulturellen und historischen Kontextes, z. B. im Labor zu untersuchen, kann nicht das Ziel der Kulturpsychologie sein.

## Abgrenzung
Im Gegensatz zur dominierenden (nomologischen, naturwissenschaftlich ausgerichteten) Psychologie sowie ihrer Teildisziplin, der kulturvergleichenden bzw. interkulturellen Psychologie, vertritt die Kulturpsychologie die Ansicht, dass sich das Verhalten von Personen nicht ausschließlich objektiv beschreiben und durch Kausalzusammenhänge erklären lässt. Deshalb versteht sie sich auch als Alternative zur bzw. Ergänzung der nomothetischen Psychologie. Menschen handeln aufgrund von Intentionen und Bedeutungen, die sie in ihrer Biographie und soziokulturellen Lebenspraxis erworben haben und die je nach Kontext vielfältige Erlebnisse und Handlungen anregen und erst ermöglichen. Erlebnisse und Handlungen sind dabei stets ‚überdeterminiert‘ (Sigmund Freud) und weisen vielfältige Sinn- und Bedeutungsaspekte auf. Ernst Boesch bezeichnet dieses Phänomen als Polyvalenz von Handlungen. Enge inhaltliche Beziehungen unterhält die Kulturpsychologie zu Indigenen Psychologien, zur Ethnopsychologie und Ethnopsychoanalyse sowie zu verschiedenen hermeneutischen Ansätzen in Psychologie, Philosophie, Soziologie und Ethnologie.

## Historische Ursprünge

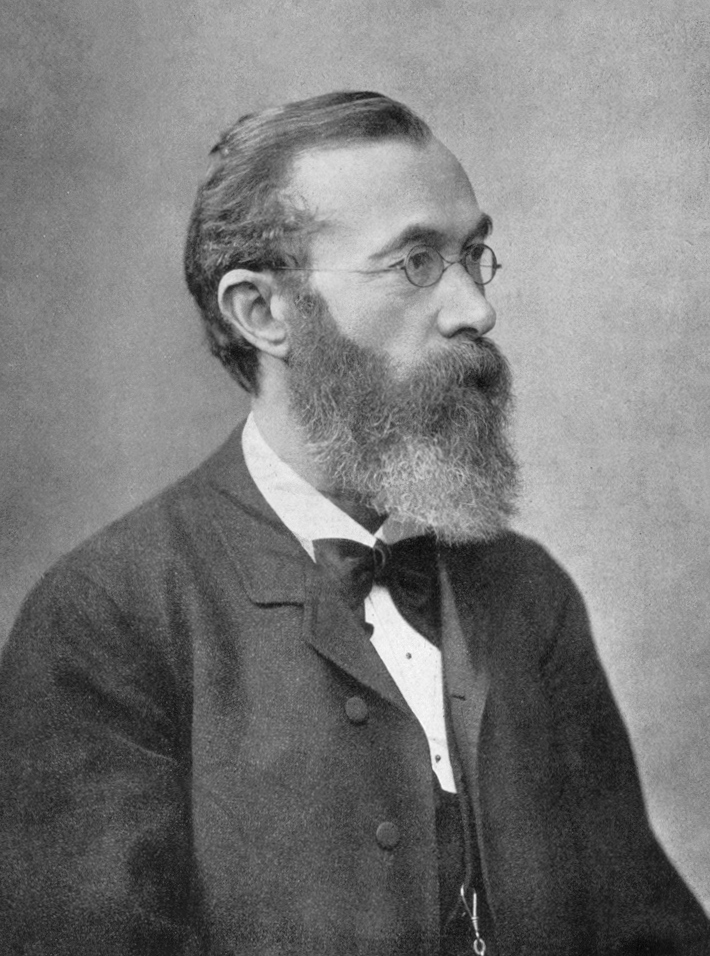
Der deutsche Psychologe Wilhelm Wundt (1832–1920) im Jahr 1902

Die Disziplin hat sich in verschiedenen europäischen Ländern (einschließlich Russlands) sowie in den USA entwickelt, daher gibt es vielfältige historische Entwicklungen als Ursprung der Kulturpsychologie. Eine wichtige Rolle kam auch Strömungen in Deutschland, etwa der Völkerpsychologie von Moritz Lazarus, Hajm Steinthal oder Wilhelm Wundt zu. Dabei war der Begriff Kulturpsychologie z. T. in enger Anlehnung an die Völkerpsychologie durch Erich Stern und Willi Hellpach schon eingeführt – von der aktuelle Ansätze jedoch auch deutlich abgesetzt sind, in theoretischer, methodologischer und normativer Hinsicht.
Für die USA liegt der Anfang der Kulturpsychologie in der Cultural Anthropology. speziell in den Culture and Personality Studies, die Franz Boas, Ruth Benedict und Margaret Mead initiiert haben. Robert LeVine versuchte die bis in die 1960er Jahre bestehende Tradition unter Abram Kardiner Ende der 1970er Jahre wiederzubeleben und erfand hierfür den Begriff Cultural Psychology, den er und sein Schüler Richard Shweder in den wissenschaftlichen Diskurs brachten. Ein weiterer wichtiger Grund für die Etablierung einer Kulturpsychologie in den USA stellt die sogenannte kognitive Wende dar, die Überwindung des vorherrschenden behavioristischen Paradigmas von Reiz und Reaktion durch die Erforschung von erlebnis- und handlungsrelevanten Sinn- und Bedeutungsstrukturen. Entgegen den Erwartungen einer grundlegenden Erneuerung der Psychologie forderte Jerome Bruner vor allem in den 1990er Jahren (im historischen Rückblick) eine ‚zweite kognitive Revolution‘, die er auch Kulturpsychologie nannte. Dabei konnte er wie viele andere – etwa Michael Cole und Carl Ratner – nicht zuletzt an die Tradition der sowjetischen Kulturhistorischen Schule und Tätigkeitspsychologie (Lew. S. Wygotski, Alexander R. Lurija, Alexei N. Leontjew) anknüpfen. Insbesondere die Macro Cultural Psychology Carl Ratners steht für einen neuen innovativen theoretischen Ansatz.
Heute kann unter Kulturpsychologie – auch in Abhängigkeit von dem jeweiligen historischen Ursprung – Unterschiedliches verstanden werden. Das Feld ist heterogen, trotz einiger weitgehend gemeinsamer methodischer Prinzipien und eines verbindenden konzeptuellen Grundverständnisses, den Menschen in seinem kulturhistorischen Kontext zu verstehen.
In Deutschland arbeitete Ernst Boesch seit den 1950er Jahren eine symbolisch-handlungstheoretisch ausgerichtete Kulturpsychologie aus, die bis heute einflussreich ist. Boeschs eigenständiger und origineller Ansatz wurde allerdings bis in die 1980er Jahre kaum rezipiert. In den 1950er Jahren entstand zudem die Psychologische Morphologie von Wilhelm Salber, die eine Verbindung zwischen Gestaltpsychologie und Tiefenpsychologie suchte, um auch kulturelle Phänomene erforschen zu können. Ab den 1970er Jahren tritt die Kritische Psychologie von Klaus Holzkamp hinzu, die in enger Anlehnung an die sowjetische Tätigkeitspsychologie die kulturhistorische Kontextgebundenheit menschlichen Erlebens und Verhalten betont, ohne sich im engeren Sinne als Kulturpsychologie zu verstehen. Ähnliches gilt für andere (subjekt-, sozial- und kulturwissenschaftliche) Ansätze in der Psychologie oder der Ethnologie, die den Nexus zwischen Kultur und Person betonen und ihre Forschungen als interpretative Praxis verstehen, z. B. die sozialkonstruktionistische Psychologie von Kenneth Gergen oder die semiotisch-interpretative Kulturanthropologie von Clifford Geertz. Nachdem die Kulturpsychologie in Nordamerika (wie auch die Kulturvergleichende Psychologie) innerhalb der Fachdisziplinen fest etabliert war, verstärkte sich ihr Einfluss weltweit, auch in Deutschland. Insbesondere seit Anfang der 1990er Jahre begriffen sich immer mehr Psychologen, die menschliches Erleben und Handeln in den Kontext einer sinn- und bedeutungsstrukturierten Praxis rückten und in dieser Perspektive forschen, als Kulturpsychologen bzw. Kulturpsychologinnen. Das gilt u. a. für handlungstheoretisch, tätigkeitspsychologisch, kritisch-psychologisch oder sozialkonstruktionistisch ausgerichtete Ansätze oder für Anhänger der kulturhistorischen Schule.
Ganz wesentlich zur Etablierung kulturpsychologischen Wissens haben tiefenpsychologische Ansätze beigetragen: Die kulturtheoretischen Schriften von Sigmund Freud (Totem und Tabu, Das Unbehagen in der Kultur) beschrieben Kultur als eine gestaltende, aber auch repressive Kraft auf das unbewusste Erleben des Menschen. Der Ethnologe Géza Róheim wandte die Erkenntnisse der Psychoanalyse auf indigene Gesellschaften an und gehört zu den Wegbereitern der Ethnopsychoanalyse, die ebenso wesentliche Impulse durch Georges Devereux erhielt. Die Bedeutung der Kultur für das Unbewusste fand ihren Niederschlag auch in den neopsychoanalytischen Arbeiten im Umkreis der Frankfurter Schule, z. B. bei Erich Fromm (Mythenanalysen), Herbert Marcuse (Einfluss der Kultur auf die Triebstruktur) und Alfred Lorenzer (Szenisches Verstehen als kulturpsychologische Methode). Die Komplexe Analytische Psychologie Carl Gustav Jungs suchte nach kollektiven Deutungsmustern (Archetypen), die als Universalien menschliches Erleben in verschiedenen Kulturen (einschließlich östlicher und westlicher Religionen) erklären und verständlich machen wollten.

## Methode
Da sich Sinn- und Bedeutungskonstruktionen nur rekonstruktiv und interpretativ erschließen lassen und dem (auf die Überprüfung von Kausalzusammenhängen ausgerichteten) naturwissenschaftlichen Experiment unzugänglich sind, bedienen sich die Kulturpsychologien der Methoden qualitativer Sozialforschung und Kulturanalyse, die sie sich größtenteils mit anderen Sozialwissenschaften teilen. Spezielle kulturpsychologische Methoden finden sich etwa bei Wilhelm Salbers Psychologischer Morphologie und bei Ernst Boeschs Symbolischer Handlungstheorie und Kulturpsychologie,  aber auch in kulturpsychologisch relevanten ethnopsychoanalytischen oder tiefenhermeneutischen Ansätzen. Boeschs Methodik ist im Kern als „Konnotationsanalyse“ konzipiert und wird aktuell für die empirische Forschung aktualisiert. Als zentrale Analyseeinheiten bieten sich in den Kulturpsychologien neben Erlebnissen und Handlungen auch Erzählungen an, in denen komplexe Erlebnis- und Handlungsgeschichten sowie damit verwobene psychosoziale Entwicklungen untersucht werden können. Deswegen gibt es – wie u. a. bei Bruner und Boesch – enge Verbindungen zwischen den Kulturpsychologien und der narrativen Psychologie.

## Organisation
Deutschsprachige Kulturpsychologen und -innen organisieren sich in der Gesellschaft für Kulturpsychologie. Diese Gesellschaft österreichischen Rechts wurde 1986 von Hans Werbik, Wilhelm Salber und Wilhelm Josef Revers in Salzburg gegründet, wo sie bis heute ihren Sitz hat. Die Gesellschaft erstrebt die Förderung der theoretischen, empirischen und angewandten Kulturpsychologie und kulturvergleichenden Psychologie sowie die Verbreitung ihrer Erkenntnisse. Sie vergibt seit 2015 alle zwei Jahre den Ernst Boesch-Preis für Kulturpsychologie. Im deutschsprachigen Raum ist die Kulturpsychologie u. a. an folgenden Hochschulen institutionalisiert: Ruhr-Universität Bochum, Universität Wien, Business School Berlin, Fachhochschule Wiener Neustadt, Sigmund Freud PrivatUniversität Wien.
Kulturvergleichende Psychologen dagegen organisieren sich in der International Association for Cross-Cultural Psychology (IACCP).

## Preisträger des Ernst Boesch-Preises für Kulturpsychologie
- 2015 Jürgen Straub
- 2017 Lutz Eckensberger; Sarah Demmrich (Nachwuchspreis)
- 2019 Patricia M. Greenfield; Regina Arant (Nachwuchspreis)
- 2021 Jens Brockmeier; Rainer Edelbrock (Nachwuchspreis)
- 2023 Meike Watzlawik; Kriti Gupta (Nachwuchspreis)